# Lucha Capital
Lucha Capital fue una serie de televisión y de lucha libre profesional, producido por Lucha Libre AAA Worldwide en donde se llevara a cabo desde el  Pinche Gringo BBQ en la Ciudad de México. Estará constituido por 24 luchadores profesionales provenientes de AAA, Liga Elite, Impact Wrestling y Lucha Underground.
La serie de 8 episodios se estrenó a partir del 31 de octubre a 19 de diciembre de 2018 transmitiendo en vivo desde Facebook Watch. Cada episodio incluirá cuatro o cinco luchas.
El 9 de octubre de 2019, AAA anunció la temporada 2 del Lucha Capital.

## Producción
AAA anunció inicialmente su asociación con Gerente de Alianzas Deportivas para crear un torneo. Un total de 24 luchadores, cuidadosamente seleccionados de varias empresas de AAA, Liga Elite, Impact Wrestling y Lucha Underground, han sido convocados para disputar el Campeonato Lucha Capital en encuentro formato “single match”, que tendrá además novedosas características para hacer de éste un torneo y una experiencia única en su clase.

## Mecánica
El director general de AAA Dorian Roldán explicó en un vídeo a través de Facebook Watch que los combates estarían estructurados en rondas, cuartos de final, semifinales y final.

## Temporada 1
- Dentro de los participantes, se presentaron algunos que se encontraban en calidad de algún título que ostentaban. Tales son los casos de Fénix como Megacampeón de AAA, Faby Apache como Campeona Reina de Reinas de AAA, Sammy Guevara como Campeón Mundial Peso Crucero de AAA y El Texano Jr. y Rey Escorpión como Campeones Mundiales en Parejas de AAA.

| N.º | Luchador            | Puntos | Eliminado por |
| --- | ------------------- | ------ | ------------- |
| 1   | Australian Suicide  | 6      | Pentagón      |
| 2   | El Hijo del Vikingo | 6      | Kid           |
| 3   | Golden Magic        | 6      | Pentagón      |
| 4   | Laredo Kid          | 6      | GANADOR       |
| 5   | Máximo              | 6      | Magic         |
| 6   | Pagano              | 6      | Psycho        |
| 7   | Pentagón Jr.        | 6      | Kross         |
| 8   | Psycho Clown        | 6      | Kross         |
| 9   | Aero Star           | 3      | Magic         |
| 10  | Drago               | 3      | Vikingo       |
| 11  | El Texano Jr.       | 3      | Kid           |
| 12  | Fénix               | 3      | Por abandono  |
| 13  | Killer Kross        | 3      | Kid           |
| 14  | Mascarita Sagrada   | 3      | Máximo        |
| 15  | Murder Clown        | 3      | Psycho        |
| 16  | Taurus              | 0      | Pagano        |
| 17  | Niño Hamburguesa    | 0      | Magic         |
| 18  | Puma King           | 0      | Drago         |

| N.º | Luchadora         | Puntos | Eliminada por |
| --- | ----------------- | ------ | ------------- |
| 1   | Taya Valkyrie     | 6      | Ganadora      |
| 2   | Lady Shani        | 6      | Por abandono  |
| 3   | Keyra             | 3      | Valkyrie      |
| 4   | Vanilla Vargas    | 3      | Valkyrie      |
| 5   | Scarlett Bordeaux | 0      | N/A           |
| 6   | La Hiedra         | 0      | Valkyrie      |
| 7   | Lady Maravilla    | 0      | Shani         |

## Temporada 2
- La segunda temporada se estrenará el 16 de octubre de 2019 en Facebook Watch, como se anunció el 9 de octubre. En la segunda temporada, no competirán de manera individual por caridad, será en un encuentro de tercias.
- Dentro de los participantes, se presentaron algunos que se encontraban en calidad de algún título que ostentaban. Tales son los casos de Kenny Omega como Megacampeón de AAA, Daga como Campeón Latinoamericano de AAA, Taya Valkyrie como Campeona Reina de Reinas de AAA, Laredo Kid como Campeón Mundial Peso Crucero de AAA y Lucha Brothers (Fénix & Pentagón Jr.) como Campeones Mundiales en Parejas de AAA.

| N.º | Equipos                                                                   | Puntos | Eliminado por |
| --- | ------------------------------------------------------------------------- | ------ | ------------- |
| 1   | Drago, Dinastía y Psycho Clown                                            | 4      | Vikingo       |
| 2   | Bengala, Flamita y Puma King                                              | 4      | King          |
| 3   | Rich Swann, Taurus y Willie Mack                                          | 4      | Taurus        |
| 4   | Aero Star, El Hijo del Vikingo y Octagón Jr.                              | 2      | N/A           |
| 7   | Big Mami, Faby Apache y Lady Shani                                        | 2      | Keyra         |
| 5   | Argenis, Arez y Mr. Iguana                                                | 1      | Mack          |
| 6   | Ayako Hamada, La Hiedra y Vanilla                                         | 1      | Keyra         |
| 8   | El Nuevo Poder del Norte (Carta Brava Jr., Mocho Cota Jr. y Tito Santana) | 1      | Vikingo       |
| 9   | Abismo Negro Jr., Dave the Clown y Villano III Jr.                        | 1      | III Jr.       |
| 10  | Hades, Keyra y Lady Maravilla                                             | 1      | N/A           |
| 11  | Máximo, Pagano y Super Fly                                                | 1      | Vikingo       |
| 12  | Mamba, Murder Clown y Niño Hamburguesa                                    | 0      | Pagano        |

## Personal de transmisión
| Nombre              | Nombre real            | Función       |
| ------------------- | ---------------------- | ------------- |
| La Griega           | Desconocida            | Comentarista. |
| José Manuel Guillén | José Manuel Guillén    | Comentarista. |
| Vampiro             | Ian Richard Hodgkinson | Comentarista. |
| La Regia            | Desconocida            | Comentarista. |
| Adrián Mendoza      | Adrián Mendoza         | Comentarista. |